# أنامر أورسموك (آيت إسافن)
أنامر أورسموك هو دُوَّار يقع بجماعة آيت إيسافن، إقليم تيزنيت، جهة سوس ماسة في المملكة المغربية. ينتمي الدوّار لمشيخة آيت إسافن التي تضم 68 دوار. يقدر عدد سكانه بـ 60 نسمة حسب الإحصاء الرسمي للسكان والسكنى لسنة 2004.

## روابط خارجية
- البوابة الوطنية للجماعات الترابية
- المندوبية السامية للتخطيط